# پلاوتسه
پلاوتسه (به صربی: Plavce) یک منطقهٔ مسکونی در صربستان است که در بوینیک واقع شده‌است. طبق سرشماری سال ۲۰۰۲ پلاوتسه ۲۹۷ نفر جمعیت دارد.